# زمین‌لرزه ۲۰۰۸ چینو هیلز
زمین‌لرزه چینو هیلز  در تاریخ ۲۹ ژوئیه ۲۰۰۸ میلادی، برابر با ‎۸ مرداد ۱۳۸۷، ساعت ۱۸:۴۲:۱۵٫۷ به زمان یوتی‌سی در کالیفرنیای جنوبی رخ داد.ژرفای این زلزله ۱۴٫۷ کیلومتر بود. بزرگی آن ۵٫۵ در مقیاس Mw بدست آمده‌است.
پروژهٔ «تنسور گشتاور مرکزوار» پارامتر زمان مرکزوار زمین‌لرزه را با اختلاف ۳٫۸ ثانیه نسبت به زمان مرجع بالا و مختصات مرکزوار را در ۳۳°۵۶′شمالی ۱۱۷°۵۰′غربی / ۳۳٫۹۳°شمالی ۱۱۷٫۸۴°غربی محاسبه کرده، همچنین، ژرفا در ۲۰٫۰ کیلومتر بدست آمده‌است. در این محاسبات زاویه‌های (راستا، شیب، ریک) گسل سازندهٔ زمین‌لرزه و صفحه عمود بر آن برابر با (°۴۴، °۵۵، ° ۲۹) یا (°۲۹۶، °۶۷، ° ۱۴۱) حاصل شده‌است.